# 1159年教宗選舉
1159年教宗選舉在亞德四世離世後3天舉行，這一次選舉是自1130年教宗選舉以來樞機團再次分裂成兩個陣營並各自選出1位教宗。大部分樞機選出錫耶納的羅蘭度樞機為教宗亞歷山大三世，然而有少部分樞機拒絕承認亞歷山大三世並自行選出奧塔維亞諾·德·蒙蒂塞利樞機為維篤四世。這次選出2位教宗的選舉令教會分裂至1178年。
樞機團內部對聖座對外政策的持續分歧造成這次教會分裂。12世紀的教宗國是神聖羅馬帝國和諾曼人的西西里王國兩個歐洲勢力的緩衝國。嘉禮二世於1122年簽署沃尔姆斯宗教协定後，聖座跟神聖羅馬帝國結成聯盟而沒有選擇西西里王國為盟友。羅馬市民建立的市政機關在亞德四世在位期間管理羅馬，而西西里國王正控制教宗國部分領土。然而，神聖羅馬帝國皇帝腓特烈一世沒有履行《康斯坦丁條約》中須協助聖座恢復在羅馬管治權的義務，聖座跟神聖羅馬帝國因而脫離盟友關係。亞德四世繼而決定與西西里國王古列爾莫一世和解而簽訂《貝內文托條約》。簽訂《貝內文托條約》後聖座與腓特烈一世的關係日益緊張，雙方並於1157年發生貝桑松會議爭議。腓特烈一世嘗試並成功加強自己對德國的教會的影響力。聖座對外政策的態度轉變令樞機團分裂成支持和反對新政策兩個派系，而樞機團直至亞德四世離世仍沒有達成共識。
這次選舉同時帶來重大法律意義。在這次選舉舉行前，樞機選舉人須一致支持某人成為新教宗，而這個規定會令樞機團在出現分歧時未能選出新教宗。為免樞機團將來出現分歧，1179年召開的第三次拉特朗大公會議同意頒布《必須避免衝突》法令（拉丁語：Licet de evitanda discordia），當中規定新教宗人選得到三分之二參與選舉的樞機支持後即可當選成為新教宗。

## 亞德四世離世
亞德四世1159年9月1日在阿納尼離世。為防樞機團在選出新教宗時會出現分裂，他死前向各樞機建議波多-聖魯菲納主教伯納德為他的繼承人。亞德死後，身處阿納尼的各樞機一起討論亞德四世應在哪裡下葬。羅馬元老院成員當時認為他的遺體不宜在阿納尼下葬。遺體後來運回羅馬並於1159年9月4日葬在聖伯多祿大殿，遺體放在恩仁三世的旁邊。

## 樞機選舉人

### 參與選舉的樞機
1159年9月時共有約31位樞機。由於有1位樞機沒有參加選舉，故此有參加選舉的樞機只有30位：
| 姓名                     | 派別/立場 | 於羅馬的領銜職務                    | 冊封樞機日期   | 冊封者   | 備註                                                             |
| ------------------------ | --------- | ----------------------------------- | -------------- | -------- | ---------------------------------------------------------------- |
| 伊默爾                   | 帝國派    | 特斯古林羅馬城郊教區主教            | 1142年3月13日  | 諾森二世 | 樞機團團長                                                       |
| 額我略·德拉·蘇貝爾拉     | 西西里派  | 薩比娜羅馬城郊教區主教              | 1140年3月1日   | 諾森二世 | 樞機團副團長                                                     |
| 烏巴爾多·阿利色古尼      | 西西里派  | 奧斯蒂亞及韋萊特里 羅馬城郊教區主教 | 1138年12月16日 | 諾森二世 | 後來的教宗路爵三世                                               |
| 朱利奧                   | 中立      | 帕萊斯特里納羅馬城郊教區主教        | 1144年5月19日  | 路爵二世 |                                                                  |
| 伯納德                   | 西西里派  | 波多-聖魯菲納羅馬城郊教區主教       | 1144年12月22日 | 路爵二世 | 聖伯多祿大殿總司鐸、亞德四世心目中的繼任人但最後沒有當選成為教宗 |
| 沃爾特                   | 西西里派  | 阿爾巴諾羅馬城郊教區主教            | 1158年12月19日 | 亞德四世 |                                                                  |
| 烏巴爾多·卡紮曼尼茲      | 西西里派  | 耶路撒冷聖十字堂區司鐸              | 1144年5月19日  | 路爵二世 | 首席司鐸                                                         |
| 奧塔維亞諾·德·蒙蒂塞利   | 帝國派    | 聖則濟利亞堂區司鐸                  | 1138年2月25日  | 諾森二世 | 於這次選舉裏被選為對立教宗維篤四世                               |
| 安達爾多‧阿布魯‧阿士打里 | 中立      | 聖普利斯加堂區司鐸                  | 1143年12月17日 | 雷定二世 |                                                                  |
| 圭多·德·克雷馬           | 帝國派    | 越台伯河的聖母堂區司鐸              | 1145年9月21日  | 恩仁三世 | 後來的對立教宗帕斯卡三世                                         |
| 羅蘭度                   | 西西里派  | 聖馬爾谷堂區司鐸                    | 1150年9月22日  | 恩仁三世 | 羅馬天主教會秘書長、 在這次選舉裏當選成為教宗亞歷山大三世        |
| 若望·加多利西奧          | 西西里派  | 聖亞納大西亞堂區司鐸                | 1150年9月22日  | 恩仁三世 |                                                                  |
| 若望·達·蘇特里           | 中立      | 聖若望及保祿堂區司鐸                | 1152年2月21日  | 恩仁三世 |                                                                  |
| 亨利·莫里科蒂            | 中立      | 聖聶勒和聖亞基略堂區司鐸            | 1152年2月21日  | 恩仁三世 |                                                                  |
| 若望·米爾科              | 帝國派    | 山上聖思維及瑪爾定堂區司鐸          | 1152年5月23日  | 恩仁三世 |                                                                  |
| 希爾德布蘭德·格拉西      | 西西里派  | 十二宗徒堂區司鐸                    | 1152年5月23日  | 恩仁三世 |                                                                  |
| 波那迪斯·德·波那迪       | 中立      | 聖基所恭堂區司鐸                    | 1156年12月21日 | 亞德四世 |                                                                  |
| 阿爾伯特·德·莫拉         | 中立      | 盧奇娜的聖老楞佐堂區司鐸            | 1156年12月21日 | 亞德四世 | 後來的教宗額我略八世                                             |
| 古列爾·莫馬倫哥          | 不明      | 聖伯多祿鎖鏈堂區司鐸                | 1158年3月14日  | 亞德四世 |                                                                  |
| 柯冬·波尼卡斯            | 西西里派  | 維拉布洛聖治堂區執事                | 1132年3月4日   | 諾森二世 | 首席助祭                                                         |
| 魯道夫                   | 中立      | 七節樓的聖盧西亞執事區執事          | 1143年12月17日 | 雷定二世 |                                                                  |
| 加辛托·博波恩            | 中立      | 希臘聖母執事區執事                  | 1144年12月22日 | 路爵二世 | 後來的教宗雷定三世                                               |
| 奧托納·達·布雷西亞       | 西西里派  | 聖尼各老監獄執事區執事              | 1152年2月21日  | 恩仁三世 |                                                                  |
| 阿迪色奧·拉夫達拉        | 西西里派  | 聖德奧執事區執事                    | 1156年12月21日 | 亞德四世 |                                                                  |
| 博索·比斯比亞            | 西西里派  | 聖葛斯默和達彌盎執事區執事          | 1156年12月21日 | 亞德四世 | 總務樞機、聖天使城堡管理者                                       |
| 西蒙尼·博雷利            | 帝國派    | 上主聖母執事區執事                  | 約1157年       | 亞德四世 | 蘇比亞科隱修院院長                                               |
| 色斯奧·卡佩斯            | 不明      | 聖哈德良執事區執事                  | 1158年3月14日  | 亞德四世 |                                                                  |
| 伯多祿·迪·米蘇           | 西西里派  | 聖歐大邱執事區執事                  | 1158年3月14日  | 亞德四世 |                                                                  |
| 雷蒙德·尼姆              | 帝國派    | 拉塔路聖母執事區執事                | 1158年3月14日  | 亞德四世 |                                                                  |
| 若望·孔蒂·德·阿納尼      | 中立      | 金碧地利聖母執事區執事              | 1158年12月19日 | 亞德四世 |                                                                  |

在上述30位樞機裏諾森二世、路爵二世、雷定二世、恩仁三世分別冊封了5位、4位、2位、8位樞機，而亞德四世則冊封了11位樞機。

### 缺席選舉的樞機
| 姓名                 | 派別/立場 | 於羅馬的領銜職務           | 冊封樞機日期     | 冊封者   | 備註                           |
| -------------------- | --------- | -------------------------- | ---------------- | -------- | ------------------------------ |
| 羅那度·德·科萊迪梅佐 | 中立      | 聖瑪策林及聖伯多祿堂區司鐸 | 約1139年至1141年 | 諾森二世 | 卡西諾山修道院院長（外地樞機） |

## 樞機團分成兩個陣營

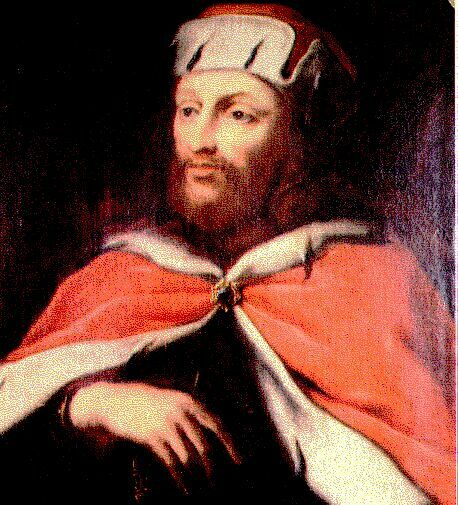
神聖羅馬帝國駐羅馬使節巴伐利亞公爵奧托一世，西西里派指帝國派和他進行一個秘密計劃令維篤四世可成為教宗。

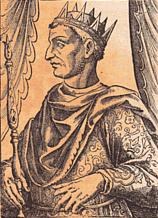
西西里國王古列爾莫一世，帝國派指控他向西西里派行賄。

樞機團分成「西西里派」和「帝國派」兩個陣營。西西里派有13位樞機，其中包括教會總理兼聖馬爾谷聖殿司鐸羅蘭度、總務樞機兼聖葛斯默和達彌盎聖殿執事博索、波多-聖魯菲納主教伯納德、奧斯蒂亞及韋萊特里主教烏巴爾多、阿爾巴諾主教沃爾特、薩比娜主教額我略、維拉布洛聖喬治聖殿執事柯冬、耶路撒冷聖十字聖殿司鐸烏巴爾多、十二宗徒聖殿司鐸希爾德布蘭德、卡斯洛的聖尼古拉堂執事奧托納、聖德奧堂執事阿迪色奧、聖亞納大西亞聖殿司鐸若望和聖猶士坦堂執事伯多祿。
帝國派有可能有9位樞機，但只能確定6位樞機是帝國派的成員。這6位樞機是聖則濟利亞聖殿司鐸奧塔維亞諾、聖思維及聖瑪定聖殿司鐸若望、越台伯河的聖母大殿司鐸圭多、特斯古林主教伊默爾、拉塔路聖母堂執事雷蒙德和大聖母教堂執事西蒙尼。聖伯多祿鎖鏈堂區領銜司鐸古列爾和聖亞德堂執事色斯奧都有可能是屬於帝國派，而剩餘的10位樞機立場中立。
帝國派和西西里派在亞德四世死前幾個月開始準備選舉工作。兩個派系所準備的工作在後來教會分裂時造成各種爭論，然而這個說法的真確度無從判斷。雙方均指控對方有策劃非法的秘密行為。帝國派指西西里派收受來自西西里國王古列爾莫一世和3個反帝國派城市（布雷西亞、米蘭和皮亞琴察）的賄款，他們均發誓在選舉期間不會投票給非西西里派的樞機。另一方面，西西里派則指帝國派和當時身處羅馬的神聖羅馬帝國駐羅馬使節奧托·馮·維特爾斯巴赫進行一個秘密計劃，奧托會明確支持維篤四世成為教宗並擁有「聖伯多祿的遺產」。奧塔維亞諾·德·蒙蒂塞利樞機的世俗擁護者跟特斯古林伯爵的強大家族有關係，並計劃在羅馬進行武裝對抗。兩派亦沒有計劃進行妥協。

## 過程

### 亞歷山大三世當選教宗

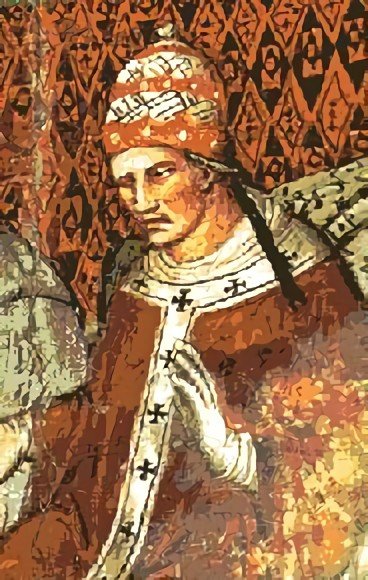
教宗亞歷山大三世

亞德四世離世後3天的9月4日，各樞機於在聖伯多祿大殿集合進行選舉。他們根據傳統決定新教宗必須在參加選舉的樞機一致支持下才能當選教宗。亞德四世死前向各樞機推薦的新教宗人選波多-聖魯菲納主教伯納德雖然受到帝國派和西西里派支持，但是他並沒有當選為教宗。帝國派建議奧塔維亞諾·德·蒙蒂塞利為新教宗，而西西里派就提名教會總理羅蘭度。不過兩派各自建議的人選都不被對方接受。樞機團討論3天後仍然沒有達成共識。立場中立的樞機在此時亦加入西西里派，而部分帝國派樞機亦退出帝國派並加入於其中。在選舉開始的第4天（9月7日），西西里派在樞機團沒有達成一致共識及在部分樞機質疑羅蘭度的候選人資格下聲稱羅蘭度已被他們選為新教宗，並取名號為「亞歷山大三世」。根據1159年10月的西西里派名單和博索·比斯比亞樞機的記述，羅蘭度在3位樞機沒有投票給他之外得到其他的樞機全部投票支持。羅蘭度的支持者承認「聖座（...）不太應該（...）在前述的（3位）男士反對下繼續沒有管治者管理」。另一方面，帝國派聲稱奧塔維亞諾有9票支持，並指佔樞機團人數大多數的西西里派沒有跟隨有效的選舉是「必須要一致投票支持某人成為新教宗」的規定。雖然西西里派的說法不一定完全正確，但是相比之下帝國派的說法可靠度較低。根據在選舉完畢後兩派發出的公告上的簽名，有23位樞機投票支持羅蘭度成為新教宗，而反對的則不多於6人。

### 維篤四世當選教宗
選出羅蘭度為教宗亞歷山大三世的樞機宣告他為新教宗後立刻嘗試為亞歷山大三世披上代表教宗職權的紫色披風。不過選舉場地頓時變得混亂起來，奧塔維亞諾·德·蒙蒂塞利樞機從亞歷山大三世背後搶走披風而奧塔維亞諾的一些支持者則帶着武器闖進聖伯多祿大殿。亞歷山大三世和他的支持者逃進由博索·比斯比亞樞機管理的聖天使城堡。在亞歷山大三世的支持者缺席下，留在聖伯多祿大殿的樞機選出奧塔維亞諾·德·蒙蒂塞利樞機為教宗維篤四世。參與選出維篤四世的選舉的樞機人數不明。由於在1159年10月發出的帝國派名單上只有5位樞機簽署，故此可以相信連同奧塔維亞諾本人有6位樞機參與選舉。然而在這6位樞機外有可能有其他樞機參與，但是這些樞機在選舉完畢後很快就服從亞歷山大三世。

### 亞歷山大三世晉牧
亞歷山大三世在聖天使城堡逗留一星期後獲柯都·弗蘭吉潘尼營救及護送離開羅馬。9月18日，他穿上代表教宗職權的紫色披風。9月20日，亞歷山大三世在寧法（位於韋萊特里東南部）的一個小村莊內被奧斯蒂亞及韋萊特里主教烏巴爾多·阿利色古尼樞機晉牧為羅馬主教，而同日他亦被首席助祭兼維拉布洛聖喬治聖殿執事柯冬·波尼卡斯在相同地方加冕。他在9月27日將維篤四世和支持者絕罰。

### 維篤四世晉牧
10月4日，樞機團團長及特斯古林主教伊默爾在烏巴爾多和里卡多兩位主教協助下於法爾法修道院將維篤四世晉牧為羅馬主教。在奧托·馮·維特爾斯巴赫的軍事支援及自己擁有的武裝部隊協助下，維篤四世在一個相對短暫的時間內奪得羅馬和「聖伯多祿的遺產」的控制權。亞歷山大三世則逃到西西里王國，並於後來逃至法國。

### 1159年10月兩個派別的名單
帝國派和西西里派分別各自捍衛維篤四世的選舉和亞歷山大三世的選舉的合法性。1159年10月，兩派向腓特烈一世提交名單並藉此分別表示支持維篤四世和亞歷山大三世。西西里派的名單上有23位樞機的簽名，而帝國派的則有5位樞機簽署。維篤四世的支持者承認帝國派人數較少。他們同時指西西里派舉行的選舉沒有遵守「必須要一致投票支持某人成為新教宗」的規定，所以選出羅蘭度為新教宗的選舉無效。不過，西西里派則指屬於帝國派的3位樞機的阻礙行為已經破壞上述規定，並表示他們固執地拒絕接受樞機團大部分成員支持的人選。

### 1159年10月各樞機的最後取態
| 西西里派 | 1. 額我略·德拉·蘇貝拉，樞機團副團長及薩比娜羅馬城郊教區領銜主教 2. 烏巴爾多·阿利色古尼，奧斯蒂亞羅馬城郊教區及韋萊特里羅馬城郊教區領銜主教 3. 朱利奧，帕萊斯特里納羅馬城郊教區領銜主教 4. 伯納德，波多-聖魯菲納羅馬城郊教區領銜主教及聖伯多祿大殿總鐸 5. 沃爾特，阿爾巴諾羅馬城郊教區領銜主教 6. 烏巴爾多·卡紮曼尼茲，首席司鐸及耶路撒冷聖十字堂區領銜司鐸 7. 羅那度·德·科萊迪梅佐，聖瑪策林及聖伯多祿堂區領銜司鐸及卡西諾山修道院院長 8. 安達爾多‧阿布魯‧阿士打里，聖普利斯加堂區領銜司鐸 9. 若望·達·蘇特里，聖若望及保祿堂區領銜司鐸 10. 亨利·莫里科蒂，聖聶勒和聖亞基略堂區領銜司鐸 11. 希爾德布蘭德·格拉西，十二宗徒堂區領銜司鐸 12. 若望·加多利西奧，聖亞納大西亞堂區領銜司鐸 13. 波那迪斯·德·波那迪，聖基所恭堂區領銜司鐸 14. 阿爾伯特·德·莫拉，盧奇娜的聖老楞佐堂區領銜司鐸 15. 古列爾·莫馬倫哥，聖伯多祿鎖鏈堂區領銜司鐸 16. 柯冬·波尼卡斯，首席助祭及維拉布洛聖治堂區領銜執事 17. 魯道夫，七節樓的聖盧西亞執事區領銜執事 18. 加辛托·博波恩，希臘聖母執事區領銜執事 19. 奧托納·達·布雷西亞，聖尼各老監獄執事區領銜執事 20. 阿迪色奧·拉夫達拉，聖德奧執事區領銜執事 21. 博索·比斯比亞，聖葛斯默和達彌盎執事區領銜執事 22. 色斯奧·卡佩斯，聖亞德執事區領銜執事 23. 伯多祿·迪·米蘇，聖歐大邱執事區領銜執事 24. 若望·孔蒂·德·阿納尼，金碧地利聖母執事區領銜執事 |
| 帝國派   | 1. 伊默爾，樞機團團長及特斯古林羅馬城郊教區領銜主教 2. 圭多·德·克雷馬，越台伯河的聖母堂區領銜司鐸 3. 若望·米爾科，聖思維及聖瑪定堂區領銜司鐸 4. 雷蒙德·尼姆，拉塔路聖母執事區領銜執事 5. 西蒙尼·博雷利，上主聖母執事區領銜執事及蘇比亞科修道院院長 |

西蒙尼·博雷利德和拉塔路聖母堂執事雷蒙德分別於1159年末及1160年2月至4月期間轉為支持亞歷山大三世。另外，維篤四世於1159年末冊封了最少3位執事級樞機，他們分別是聖色爾爵及伯古斯執事區領銜執事伯納德、阿郊洛聖母執事區領銜執事若望和魚市場的聖安傑洛執事區領銜執事蘭鐸。亞歷山大三世亦於1160年2月18日冊封了米洛為執事級樞機並領阿郊洛聖母堂執事銜。

## 分裂
2位教宗都向信奉天主教的各個國家派出使節以爭取她們承認自己的教宗地位。在1160年2月舉行的帕維亞會議上，神聖羅馬帝國皇帝腓特烈一世表示自己會支持維篤四世。除了薩爾斯堡總主教埃伯哈德和總教區的主教之外，帝國內所有主教都服從維篤四世。丹麥國王瓦爾德馬一世亦支持維篤四世，但是薩德總主教柯斯基是屬於西西里派。波蘭亦有可能支持維篤四世。雖然在歐洲的其他國家如法國、英格蘭、西班牙、瑞典、挪威、蘇格蘭、匈牙利王國、西西里王國及十字軍國家裏有少部分主教及封建統治者支持維篤四世，但是這些國家整體來說都承認亞歷山大三世為合法教宗。
當腓特烈一世和亞歷山大三世在1177年8月1日簽署威尼斯條約後，分裂了18年的教會再次團結起來。維篤四世的繼任人嘉禮三世亦於1178年8月29日宣布放棄承認自己是教宗及服從亞歷山大三世。維篤四世、帕斯卡三世和嘉禮三世正式被教會視為對立教宗而亞歷山大三世則成為聖伯多祿的合法繼承人。

## 後續
這次選舉和後續的分裂表示教會有需要修正有關教宗選舉的規定。1179年舉行第三次拉特朗大公會議後發布的《必須避免衝突》法令中廢除了「樞機必須一致投票支持同一人選，該人選才可以當選教宗」的規定並將原規定改成「任何人選在得到最少三分之二的樞機投票支持下即可當選成為教宗」。法令同時規定主教級樞機、司鐸級樞機和執事級樞機在教宗選舉中擁有同等地位。儘管在1118年教宗選舉之前司鐸級樞機和執事級樞機都可以參加選舉並跟主教級樞機一樣擁有相同權利，但是1059年發出的《以上主之名》詔書從來沒有被正式撤銷。

## 腳註及参考書目

### 腳註
1. 1 2 3  John Paul Adams. . California State University Northridge.   [2017-06-19]. （原始内容存档于2017-06-20） （英语）.
2. ↑  Frederic J. Baumgartner. . Palgrave Macmillan. 2003: 31-32. ISBN 0-312-29463-8 （英语）.
3. ↑  Robinson, pp. 464-465
4. ↑  Robinson, pp. 388-391 & 464-471
5. ↑  Robinson, p. 37
6. ↑  Robinson, p. 84
7. 1 2  Robinson, pp. 79-80
8. ↑  Robinson, p. 43 & 83; Brixius, p. 24; Zenker, p. 198.
9. 1 2 3  Bolton, Duggan, p. 106
10. 1 2 3  Rahewin: cap. LXIII
11. ↑  Salvador Miranda. . Florida International University.   [2017-06-16]. （原始内容存档于2017-06-20）.
12. ↑  Jaffé, p. 616, 653, 659 & 827
13. ↑  Bolton, Duggan, pp. 105–106
14. 1 2  Rahewin: cap. LXII
15. ↑  Robinson, p. 475
16. ↑  Brixius, p. 24; Bolton, Duggan, p. 106.
17. 1 2  . The Vatican.   [2018-08-02]. （原始内容存档于2018-08-02） （英语）.
18. ↑  Zenker, p. 222-226; Brixius, passim
19. ↑  Zenker, p. 48 & 51
20. ↑  Brixius, p. 57
21. ↑  Jaffé, p. 559, 609, 616, 653, 658–659
22. 1 2  Robinson, p. 53
23. 1 2  Langen, p. 454
24. ↑  Bolton, Duggan, p. 105
25. 1 2 3 4 5  Robinson, p. 83
26. ↑  Robinson, p. 81
27. 1 2 3 4  Robinson, p. 82
28. ↑  Robinson, pp. 82-83
29. ↑  Robinson, p. 83; Bolton, Duggan, p. 106
30. ↑  G. Joyce. . The Catholic Encyclopedia. Robert Appleton Company. 1911  [2018-05-31]. （原始内容存档于2018-05-31） –New Advent （英语）.
31. ↑  Salvador Miranda. . Florida International University.   [2017-06-19]. （原始内容存档于2017-06-20）.
32. ↑  Robinson, p. 478
33. ↑  Jaffé, p. 828
34. ↑  Robinson, p. 484
35. ↑  Salvador Miranda. . Florida International University.   [2017-06-19]. （原始内容存档于2017-06-20）.
36. ↑  Zenker, p. 140-141
37. ↑  Brixius, p. 24
38. ↑  Brixius, p. 67-68
39. ↑  Brixius, p. 24 & p. 65 no. 20
40. ↑  Robinson, pp. 474–475
41. ↑  Angelo Forte; Richard Oram; Frederik Pedersen. . Cambridge University Press. 2005: 382  [2017-06-20]. ISBN 0-521-82992-5. （原始内容存档于2017-06-20）.
42. 1 2  A. Wiencek (编). . Kraków. 2008: 75.
43. ↑  Robinson, pp. 475–476
44. ↑  Salvador Miranda. . Florida International University Library.   [2017-06-19]. （原始内容存档于2017-06-20）.
45. ↑  Robinson, pp. 40-41, 63 & 84